# Фрайар-парк
Фрайар-парк (англ. Friar Park) — 120-комнатный викторианский неоготический особняк неподалёку от города Хенли-он-Темс. Фрайар-парк ранее принадлежал эксцентричному сэру Фрэнку Криспу и был куплен 14 января 1970 года музыкантом Джорджем Харрисоном, который переехал туда вместе со своей женой Патти Бойд после продажи своего другого поместья, Кинфауса.
Особняк находился во владении Фрэнка Криспа в период с 1875 по 1919 год. Затем он перешёл в собственность Римской католической церкви, после чего монашки из монашеской конгрегации «Салезианцы Дона Боско» открыли в особняке католическую школу для сельских детей. В 1970 году особняк был куплен Джорджем Харрисоном и стал домом музыканта до самой его смерти в 2001 году. Харрисон открыл на территории особняка 16-трековую студию звукозаписи, в своё время превосходившую по возможностям Abbey Road Studios. В записанных в этой студии альбомах Харрисона значилось F.P.S.H.O.T. (аббревиатура от Friar Park Studio, Henley-on-Thames). Кроме композиций самого Харрисона и работ спродюсированных им исполнителей, в этой студии в 1992 году записала свой альбом Hormonally Yours группа Shakespears Sister.
Харрисон написал о Фрайар-парке песню «Crackerbox Palace». История особняка также вдохновила Харрисона на написание композиции «The Ballad of Sir Frankie Crisp (Let It Roll)», вошедшей в альбом All Things Must Pass. Харрисон любил собственноручно ухаживать за окружающими особняк садами, в чём ему помогали его старшие братья Питер и Хэрри.
До убийства Джона Леннона в декабре 1980 года Фрайар-парк был открыт для посещения публики. Затем его территория была окружена колючей проволокой и по всему периметру были установлены камеры наблюдения. Несмотря на эти меры безопасности, ранним утром 30 декабря 1999 года внутрь особняка проник психически больной молодой человек, который напал на Джорджа Харрисона и нанёс ему семь ножевых ранений.
На территории поместья расположены сады и фонтаны. Одной из основных достопримечательностей является копия горы Маттерхорн, сделанная из песчаника. Основным мотивом парковой декорации является высмеивание организованной религии.